# قلب جنين (فلم)
قلب جنين (بالإنجليزية: The Heart of Jenin) فيلم سينمائي وثائقي للمخرج الألماني ماركوس آتيلا فيتر أنتج عام 2008، يروي قصة إنسانية تجاوزت حدود الصراع السياسي الفلسطيني الإسرائيلي، حيث يعرض قصة طفل فلسطيني قتله جنود إسرائيليون في مخيم جنين شمال الضفة الغربية، ورغم ذلك يتبرع والد الطفل بأعضاء ابنه أحمد لصالح أطفال إسرائيليين.

## وصلات خارجية
- مقالات تستعمل روابط فنية بلا صلة مع ويكي بيانات

- فيلم على صفحة مشروع سينما جنين
- قلب جنين  في قاعدة بيانات الأفلام على الإنترنت (بالإنجليزية)
- قلب جنين على موقع أول موفي.